# 科馬納鄉 (康斯坦察縣)
43°54′0″N 28°19′0″E / 43.90000°N 28.31667°E
科馬納鄉（羅馬尼亞語：Comuna Comana, Constanța），是羅馬尼亞的鄉份，位於該國西南部，由康斯坦察縣負責管轄，面積60平方公里，海拔高度102米，2007年人口1,844，人口密度每平方公里31人。